# Mónica Spear
Mónica Spear Mootz (Maracaibo, 1 de octubre de 1984-Puerto Cabello, 6 de enero de 2014) fue una actriz, modelo, filántropa y reina de belleza venezolana, ganadora del concurso Miss Venezuela 2004. Conocida por sus papeles protagónicos en producciones como Mi prima Ciela, Calle Luna, Calle Sol, La mujer perfecta, Flor salvaje y Pasión prohibida.

## Biografía
Hija de Rafael Ángel Spear Tudares (1953) e Ingeborg Mootz Gotera (1954), oriundos de Maracaibo, Estado Zulia. Tenía cuatro hermanos: Rafael Eduardo, Carolina, Javier José y Ricardo.
Spear estudió arte dramático en la Universidad de Florida Central, en Orlando, Florida, Estados Unidos. Representó a su país en el certamen Miss Universo 2005, el cual se llevó a cabo en Bangkok, Tailandia y logró posicionarse como cuarta finalista.
En 2006, debutó como actriz participando en la telenovela de RCTV, El desprecio, donde compartió créditos con Flavia Gleske, Ricardo Álamo y Fedra López. En 2007, obtuvo su primer papel protagónico en la telenovela Mi prima Ciela junto a Manuel Sosa. 
En junio de 2008, se casó con el empresario irlandés Thomas Henry Berry (1974-2014). El 10 de octubre de ese año, nació su hija Maya Berry Spear (por lo cual se retiró por un año de la televisión) y en 2012, se divorciaron. 
En 2009, para el mismo canal; protagonizó nuevamente junto con Manuel Sosa, la telenovela Calle Luna, Calle Sol; que comenzó a emitirse el 18 de marzo de 2009 y culminó el 14 de septiembre de 2009. En 2010, fue llamada para una participación especial en la telenovela de RCTV, Que el cielo me explique.
Meses después, regresó a Venevisión para ser la protagonista, junto a Ricardo Álamo en la telenovela La mujer perfecta de Leonardo Padrón; que se estrenó en septiembre del mismo año 2010. Interpretando a Micaela Gómez, personaje que le permitió desempeñarse como miembro de ASODECO y la Fundación Asperger Venezuela (Fundasperven).

## Fama internacional
En 2011 firmó un contrato de exclusividad con la cadena estadounidense Telemundo para realizar Flor salvaje (2011) grabada en Colombia  donde  compartió papel protagónico con el actor mexicano-estadounidense Tony Dalton, Roberto Manrique, Norkys Batista y José Luis Reséndez. En 2012, participó en el lanzamiento de la nueva imagen de Telemundo junto a otros artistas de la cadena y se divorció de su esposo pero se quedaron con buenas relaciones amistosas. Su trayectoria fue reconocida a nivel internacional, especialmente en los Estados Unidos de América. Más tarde filmó Pasión prohibida (2013), grabada en Miami. Compartiendo créditos con Jencarlos Canela y Rebecca Jones, bajo la dirección de Miguel Varoni. Interpretó a Bianca Santillana, donde fue su última novela. Personaje que le permitió la nominación en la celebración 2013 de los Premios Tu Mundo como Mejor Actriz Favorita.
Spear hablaba español, inglés y francés con fluidez, y estaba ilusionada con trabajar en Francia debido a que Pasión prohibida se estaba transmitiendo con éxito en dicho país.

## Asesinato
A finales de 2013, Spear se fue de vacaciones a su natal Venezuela junto a su exesposo Thomas Henry  Berry  y la hija de ambos, en un viaje de reconciliación.
A las 10:30 de la noche, del 6 de enero de 2014 y mientras se trasladaban por la Autopista Valencia - Puerto Cabello en el sector El Cambur del Estado Carabobo en la Región Central, su vehículo sufrió un incidente provocado por obstáculos colocados por delincuentes (siendo este, un modus operandi que usan comúnmente los asaltantes); a la altura del kilómetro 194. Mientras el vehículo era remolcado por una grúa, llegaron los malhechores al lugar y la familia entró en el vehículo; donde recibieron varios disparos, causándole la muerte; tanto a Spear como a Berry. Su hija resultó herida en una pierna, debido a este hecho.
Funeral
El día 8 de enero, llegaron los cuerpos de Spear y Berry; donde fueron velados en la Monumental de la Guarita con muchas personas, entre ellas amigos, familiares y seguidores. El día 10 de enero, fueron sepultados en el Cementerio del Este, ubicado en Caracas, debido a que las leyes venezolanas exigen que toda persona muerta por asesinato debe ser enterrada en territorio nacional. La hija, superviviente al crimen de sus padres; estuvo bajo el cuidado de los abuelos maternos, quienes se la llevaron a los Estados Unidos tras recibir la patria potestad.En agosto de 2022, fue adoptada por su tío Ricardo Spear y su esposa, Daniela Bueno.

### Caso Spear
Tres días después del asesinato de Spear y su exesposo, se anunció que siete personas fueron detenidas por el Cuerpo de Investigaciones Científicas, Penales y Criminalísticas (CICPC) por su alegado involucramiento en el crimen; a estas personas se les incautaron bienes pertenecientes a la pareja.
El 21 de marzo de 2014, el ministro de relaciones interiores de Ecuador, José Serrano, informó por medio de su cuenta de Twitter que en el cantón de Pedro Carbo (provincia del Guayas) fueron arrestados cinco ciudadanos venezolanos -entre 16 y 20 años de edad-, quienes habrían entrado ilegalmente al país por vía terrestre; un mes antes y que presuntamente, también estarían involucrados en los asesinatos de Spear y Berry.
El 23 de septiembre de 2014, un juzgado de la ciudad de Puerto Cabello; declaró culpables por este caso a Nelfren Antonio Jiménez Álvarez (1991), José Gregorio Ferreira Herrera (1996), alias “El Junior” y Jean Carlos Colina Alcalá (1995) por los delitos de homicidio intencional calificado, homicidio intencional calificado en grado de frustración, obstaculización de la vía pública, asociación para delinquir y robo agravado. Jiménez y Ferreira fueron condenados a 24 años de cárcel y por su parte, Colina fue condenado a 26 años de prisión; al incluirse el delito de desvalijamiento de vehículo automotor.
El 28 de enero de 2015, la policía del estado Yaracuy anunció el arresto en la capital estatal, San Felipe; de Gerardo José Contreras Álvarez (1996-2020), alias "El Gato"; tras descubrir que portaba identificación falsa, por lo que con dicha captura, se suman a once -tres sentenciados y ocho en proceso de juicio- los miembros de la banda involucrada en el robo y asesinato de Mónica Spear y su exesposo, así como también su desarticulación definitiva.
El 2 de febrero de 2015, Adolfo David Rico Agreda (1987-2015); quien respondía a los alias de "Mandolfo" y "Adolfito", de 27 años de edad y quien también fue uno de los acusados de los crímenes de Mónica Spear y Thomas Henry Berry, fue encontrado muerto a puñaladas en una celda de castigo de la Cárcel de El Rodeo II; ubicado en la ciudad de Guatire, estado Miranda. En el momento de su muerte, Rico estaba siendo procesado por estos crímenes y según una fuente del Ministerio de Asuntos Penitenciarios de Venezuela, los presuntos responsables de este hecho ocurrido en horas de la madrugada de ese mismo día; habrían sido sus compañeros de celda, Nelfren Jiménez y José Gregorio Ferreira, quienes; a su vez, fueron condenados a 24 años de cárcel por los mismos delitos en septiembre de 2014.
El 27 de abril de 2015, un juzgado de menores de la ciudad de Valencia; declaró culpables por este caso a dos adolescentes de 17 y 15 años de edad, quienes fueron sentenciados a cuatro años de cárcel y seis meses de regla de conducta. El primero de ellos, fue condenado por ser coautor de los delitos de homicidio calificado en la ejecución de un robo agravado, homicidio calificado en la ejecución de un robo agravado en grado de frustración y en perjuicio de una niña de cinco años de edad, asociación para delinquir y robo agravado. Por otra parte, el segundo adolescente recibió igual pena por los delitos de resistencia a la autoridad, aprovechamiento de cosas provenientes del delito y asociación para delinquir. Es de hacer notar que, si bien estas condenas fueron ejecutadas sobre la base de lo estipulado en el artículo 628 de la "Ley orgánica para la protección de niños, niñas y adolescentes venezolanos" (que establece que los menores de 18 años de edad en ese país no pueden ser sancionados con penas superiores a cinco años de prisión); dichas sentencias generaron críticas por parte de los usuarios de las redes sociales, debido a la corta duración de aquellas.
El 20 de mayo de 2015, la Fiscal General de Venezuela; Luisa Ortega Díaz, reveló en una entrevista televisiva, que el día anterior un juzgado de Puerto Cabello; declaró culpable a Gerardo Contreras, alias "El Gato" (quien ya había sido detenido el pasado mes de enero y desde entonces, estaba recluido en el penal de El Rodeo II) por los delitos de homicidio calificado con alevosía en la ejecución de un robo en grado de cooperador y similares cargos en grado de frustración en perjuicio de una niña de cinco años, por lo que recibió una sentencia de 25 años de prisión. Posteriormente, allí fue entrevistado por los periodistas María Isoliett Iglesias y Deivis Omar Ramírez, para la segunda edición del libro “Capítulo final, el homicidio de Mónica Spear”.
El 12 de febrero de 2016, el Tribunal 2º de Juicio del estado Carabobo; con sede en Valencia, declaró culpables por este caso a Alejandro Jesús Maldonado Pérez (1992), alias “El Feo”; Franklin Daniel Cordero Álvarez (1985), alias “La Mancha” y Leonar Danilo Marcano Lugo (1981), alias “El Gordo Danilo”; por los delitos de homicidio intencional calificado en la ejecución de un robo, homicidio intencional calificado en la ejecución de un robo en grado de frustración en perjuicio de una niña de cinco años, obstrucción de la vía pública, robo agravado en perjuicio de dos personas que auxiliaban a la familia Berry Spear y asociación para delinquir. Adicionalmente, Maldonado también fue hallado culpable por tráfico ilícito de sustancias estupefacientes y psicotrópicas. Por otra parte, Eva Josefina Armas Mejías (1974); la única mujer acusada en este caso, fue hallada culpable por aprovechamiento de cosa proveniente de un robo y asociación para delinquir. Los tres hombres fueron condenados a 30 años de cárcel (la pena máxima que se otorga en Venezuela), en el Centro Penitenciario El Rodeo I; ubicado en Guatire, estado de Miranda; mientras que, en el caso de Mejías; fue condenada a 10 años de prisión, en el anexo femenino del Centro penal de Tocuyito.
Con estas últimas cuatro detenciones, el Caso Spear; fue finalmente cerrado. El 24 de julio de 2020, fue anunciado que el asesino de Mónica; Gerardo José Contreras Álvarez, alias «El Gato»; había muerto el 13 de julio de ese año, en el Centro Penitenciario de Aragua (adonde había sido trasladado finalmente por su mala conducta); tras padecer tuberculosis.

## Homenajes póstumos
Tras su fallecimiento, el 6 de enero de 2014 la cadena hispana Telemundo emitió un comunicado y transmitió un pequeño video de la participación de la actriz en las distintas telenovelas en las que participó, el 11 de enero Globovisión le dedicó un especial en el programa de farándula Sábado en la Noche , el domingo 12 de enero del mismo año Venevisión transmitió un especial llamado Mónica Spear: Mujer, madre, estrella dedicado a la desaparecida actriz y, el 15 de enero, Televen preparó un material audiovisual donde se le efectuó una entrevista a la actriz (mucho antes de su muerte) en el programa Detrás de las cámaras, conducido por Luis Olavarrieta.
Cabe mencionar que el 8 de enero de 2014 diversos artistas de Venezuela se concentraron en la Plaza Alfredo Sadel en Caracas para rendirle homenaje a Spear  y repudiar su asesinato, donde participaron figuras como Aroldo Betancourt, Beba Rojas, Elba Escobar, Juliet Lima, Albi De Abreu, Javier Vidal, Violeta Alemán, Elaiza Gil, Amanda Gutiérrez, Dora Mazzone, Ivette Domínguez y Maite Delgado, entre otros. Por otra parte, en Miami, un grupo de ciudadanos venezolanos se reunieron en el Teatro Trail el día 11 de enero para homenajear a quien fuera la Flor Salvaje de Latinoamérica, donde participaron artistas como Alba Roversi, Raúl González, Camila Canabal, Pastor Oviedo, Crisol Carabal, Flor Núñez, Carolina Perpetuo y Eduardo Orozco.
El actor Roberto Manrique publicó una carta donde comentaba la experiencia que tuvo al trabajar con Spear. Otras personalidades de Venezuela, Latinoamérica y el mundo también manifestaron su pesar por el fallecimiento de Spear y de su esposo por distintas redes sociales y medios de comunicación, como fueron los casos de: Mariángel Ruiz, Manuel Sosa, Ricardo Álamo, Franklin Virgüez, Marjorie de Sousa, Norkys Batista, Sabrina Seara, Gaby Espino, Sheryl Rubio, Patricia Zavala, Sofía Stamatiades, Jencarlos Canela, Ximena Herrera, Tony Dalton, Adamari López, Catherine Siachoque, Alicia Machado, Flavia Gleske, Rebecca Jones, Ximena Duque, Erika de La Vega, Lasso, Carmen Aub, Luis Chataing, Astrid Carolina Herrera, Daniela Alvarado, Carolina Sandoval, Aylin Mujica, Mimí Lazo, Carmen Villalobos, María Elisa Camargo, Ana Karina Manco, Leonardo Padrón, Miguel Varoni, Angeline Moncayo, Juan Pablo Raba, Irene Esser, Chiquinquirá Delgado, Gabriela Vergara, Gustavo Aguado, Asier Cazalis, Shirley Varnagy, Daniel Sarcos, María Celeste Arrarás, Lincoln Palomeque, Ismael Cala, Marlene Favela, Fonseca, Ana María Polo, Dayana Mendoza, María Gabriela Isler, Catherine Fulop, Donald Trump, Christina Dieckmann, entre otros.
La Miss USA 2015 Chelsea Cooley, creó una fundación para recaudar fondos junto con los seguidores de Spear para asegurarle una beca a Maya Berry Spear, hija de la actriz. Entre los seguidores de Spear, el compositor de música venezolana Henry Contreras le dedicó una copla a la actriz , la pianista Gabriela Montero le compuso un tema titulado ¿Hasta cuando?  y Juan Andrés Da Corte dibujó una serie de retratos en memoria de la protagonista de La mujer perfecta .
El cantante y actor Jencarlos Canela hizo una canción titulada "Amiga" en honor a Spear. Las actrices Raquel Yánez y Daniela Alvarado, en el marco del Festival de Teatro 1/4 bajo la modalidad de micro teatro (en junio y septiembre de 2014, respectivamente), hicieron un homenaje a Spear en una pieza titulada "Lo que el mar se llevó" , dirigida por Iradia Tapias y escrita por Rebeca Alemán.
El 1 de octubre de 2014, en conmemoración a lo que hubiera sido el 30º cumpleaños de Mónica Spear, Luis Olavarrieta estrenó en su programa Detrás de las cámaras de Televen una entrevista con los familiares, amigos y ex-compañeros de trabajo de Mónica Spear y su exesposo, así como también a la pequeña hija de ambos, Maya. Es de hacer notar que esta entrevista iba a ser retransmitida el 7 de enero de 2015 (para conmemorar el primer aniversario de la muerte de Spear) pero, un día antes, Olavarrieta informó por medio de su cuenta de Twitter que la misma fue suspendida "por miedo" (sic); lo que derivó en serios cuestionamientos en dicha red social hacia el conductor por parte de Ricardo Spear, el hermano de la actriz.

## Filmografía

### Televisión
| Año       | Título                   | Rol                                         | Notas              |
| --------- | ------------------------ | ------------------------------------------- | ------------------ |
| 2013      | Pasión prohibida         | Bianca Santillana de Piamonte               | Protagonista       |
| 2011-2012 | Flor salvaje             | Amanda Monteverde Castaño "Flor Salvaje"    | Protagonista       |
| 2010-2011 | La mujer perfecta        | Micaela Gómez Valdés                        | Protagonista       |
| 2011      | Que el cielo me explique | Violeta Robles                              | Actuación especial |
| 2009      | Calle Luna, Calle Sol    | María Esperanza Rodríguez Rodríguez         | Protagonista       |
| 2007      | Mi prima Ciela           | Graciela Andreína Zambrano Ávila "La Ciela" | Protagonista       |
| 2006      | El desprecio             | Tamara Campos de Velandró                   | Antagonista        |
| 2004      | Cosita Rica              | Miss Venezuela                              | Invitada especial  |

## Premios y nominaciones

### Televisión
| Año  | Premio                                    | Categoría                 | Trabajo realizado | Resultado |
| ---- | ----------------------------------------- | ------------------------- | ----------------- | --------- |
| 2013 | Premios Tu Mundo                          | Protagonista favorita     | Pasión prohibida  | Nominada  |
| 2007 | El Galardón "el Universo del Espectáculo" | Actriz protagónica joven  | Mi prima Ciela    | Ganadora  |
| 2007 | Premios 2 de Oro                          | Actriz revelación del año | El desprecio      | Ganadora  |